# 南方連絡事務所

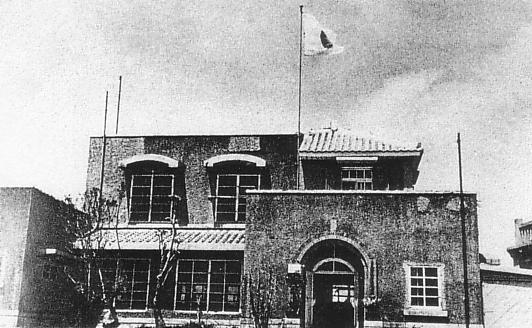
当時の南方連絡事務所

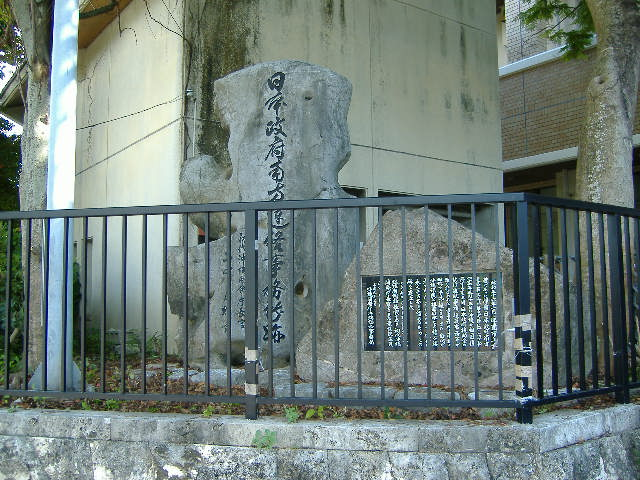
日本政府南方連絡事務所跡の石碑

南方連絡事務所（なんぽうれんらくじむしょ）は、アメリカ施政権下の沖縄に設けられた日本政府の機関である。
1952年4月14日、GHQから「琉球諸島における日本政府連絡事務所の設置に関する件」と題する覚書が発出され、現地連絡機関の設置が認められたため、1952年7月1日、那覇市与儀1丁目に那覇日本政府南方連絡事務所を、奄美群島の名瀬市に名瀬日本政府南方連絡事務所出張所（奄美群島の日本復帰により廃止）をそれぞれ設置した。
当初は、渡航事務や文化交流など在外公館的な業務が主であったが、1968年に米国民政府との協議が可能になるなど次第に権限を拡大していった。沖縄・北方対策庁沖縄事務局を経て、本土復帰後は沖縄開発庁沖縄総合事務局に改組、現在の内閣府沖縄総合事務局にいたる。
現在、与儀1丁目の南方連絡事務所跡地には那覇警察署が建てられ、警察署構内敷地北側に「日本政府南方連絡事務所跡」の石碑と説明板が建立されている。

## 沿革
- 1952年（昭和27年）7月1日 - 琉球諸島における米側との連絡を図るため、南方連絡事務局の機関として那覇日本政府南方連絡事務所を設置。
- 1958年（昭和33年）5月15日 - 南方連絡事務局が廃止されたため、総理府の附属機関に移行。
- 1968年（昭和43年）5月1日 - 「日本政府沖縄事務所」に名称を変更。沖縄在留の米政府機関と協議機能を持つようになる。
- 1970年（昭和45年）5月1日 - 沖縄の本土復帰準備や北方領土問題を解決するため、新たに沖縄・北方対策庁が設置され、日本政府沖縄事務所は同庁の沖縄事務局となる。